# Murlo
Murlo település Olaszországban, Toszkána régióban, Siena megyében. Lakosainak száma 2423 fő (2023. január 1.). Murlo Montalcino, Monteroni d’Arbia, Sovicille, Buonconvento, Monticiano és Civitella Paganico községekkel határos.

## Fekvése
Sienától délre fekvő település.

## Története

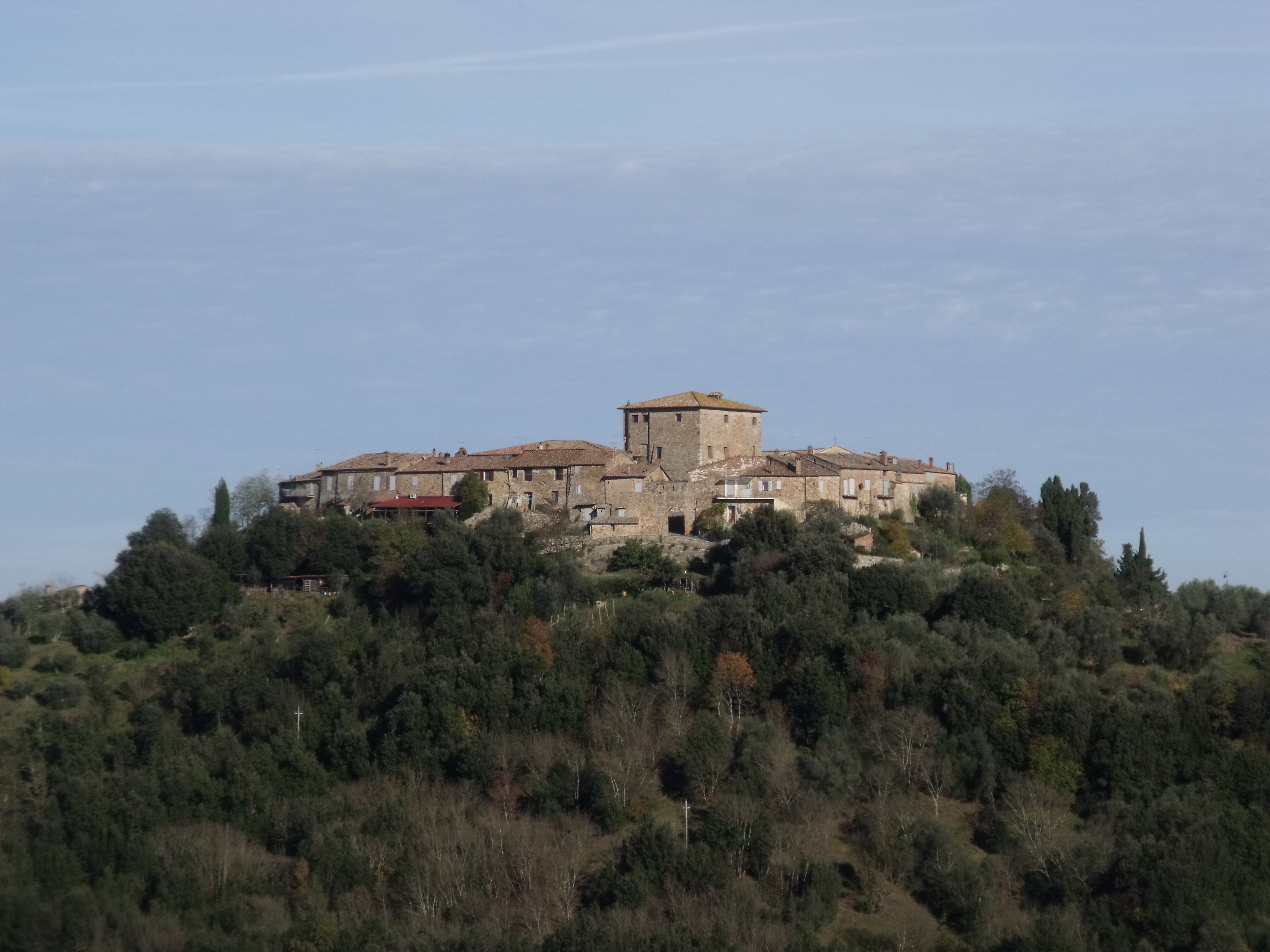
Castello de Murlo

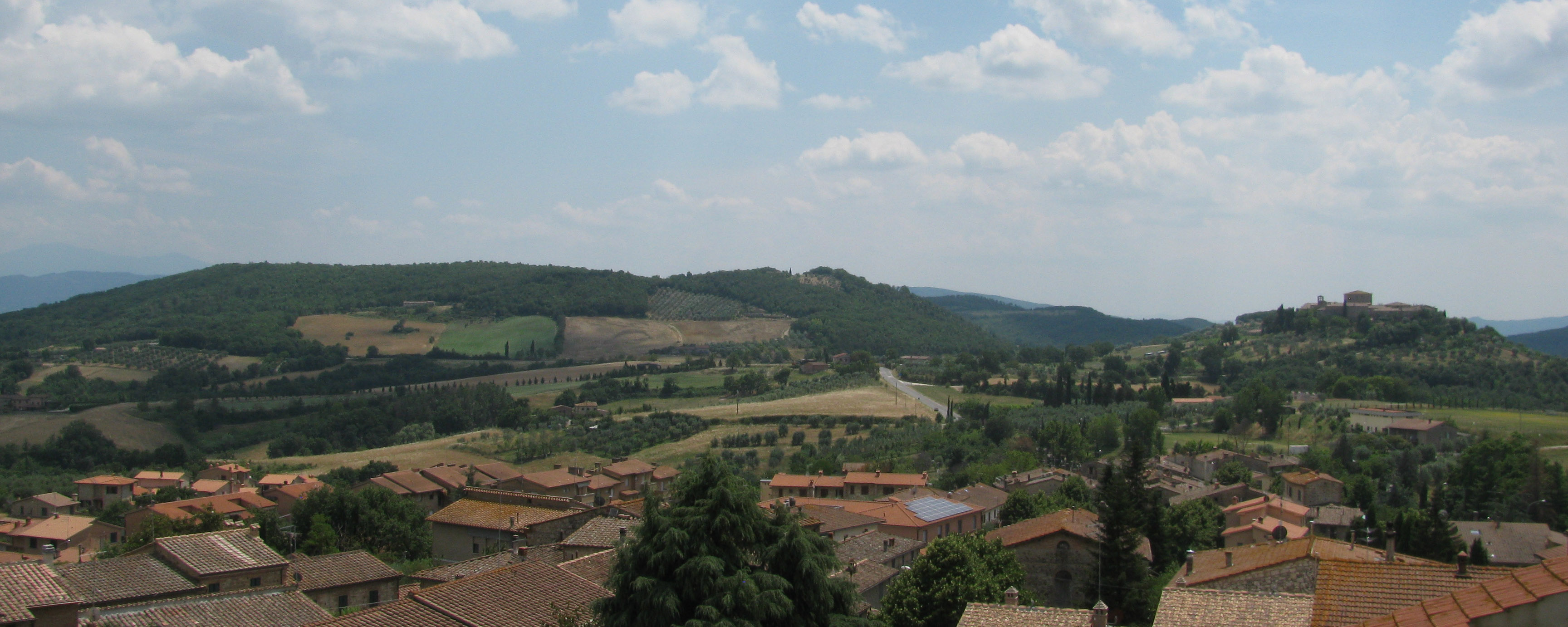

Murlo ősi etruszk település. A torinói genetikus és biológus Alberto Piazza és az etruscologusok gyanítják, hogy e falu lakói - genetikailag szólva - lehet az utolsó túlélői vagy közvetlen leszármazottai az ősi etruszkoknak.
Murlo várát 1055-ben említették először, amikor III. Henry a Sienai egyházmegyére hagyta Crevole, Lupompesi és Murlo földterületeit. Az 1777-es önkormányzati reform idején a toszkánai nagyherceg, II. Leopold birtoka lett. A francia megszállás alatt 1808-1814 között a helyén Dipartimento dell'Ombrone volt.
1830-tól lignit bányászat is folyik környékén.

## Galéria

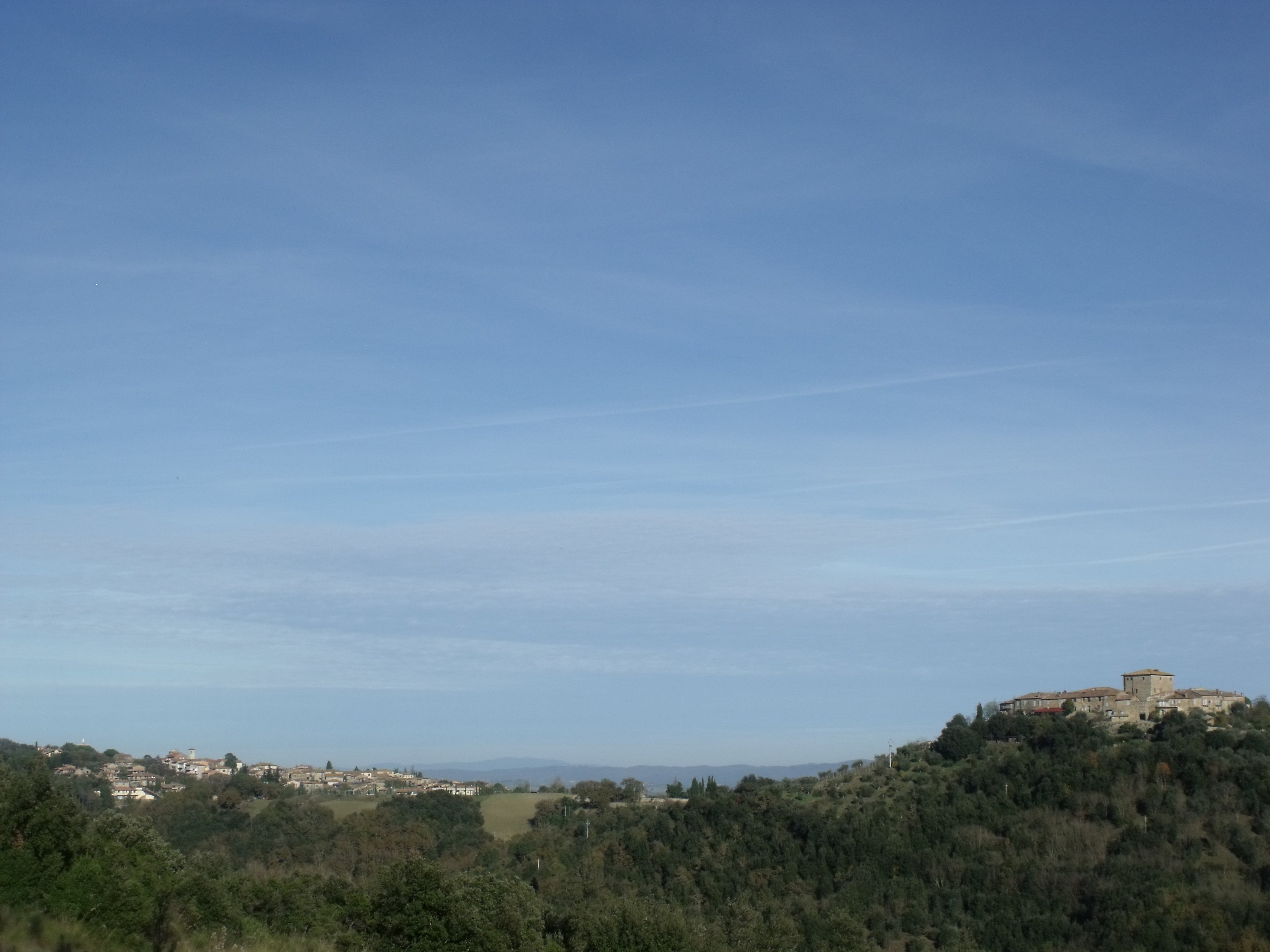
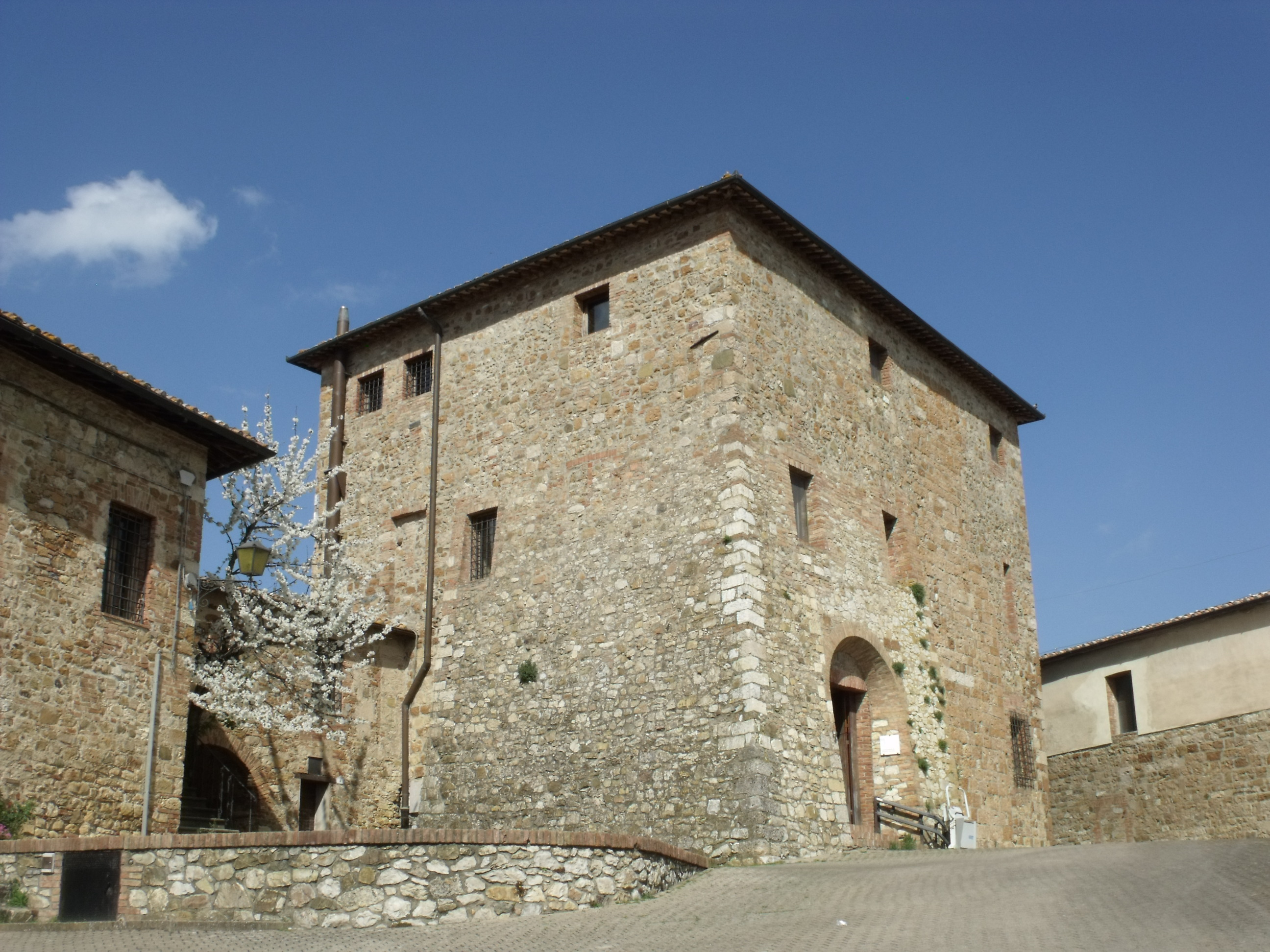
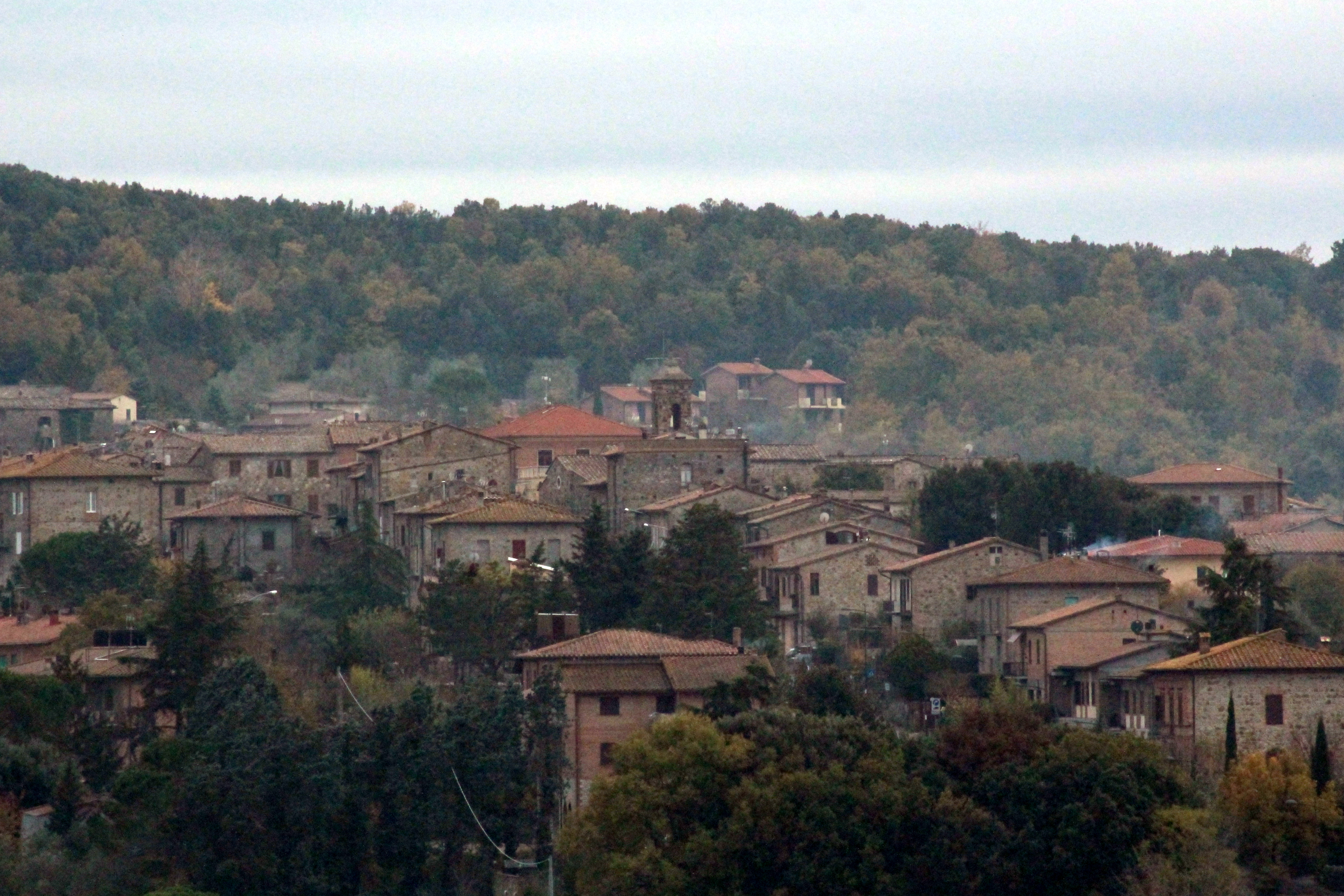
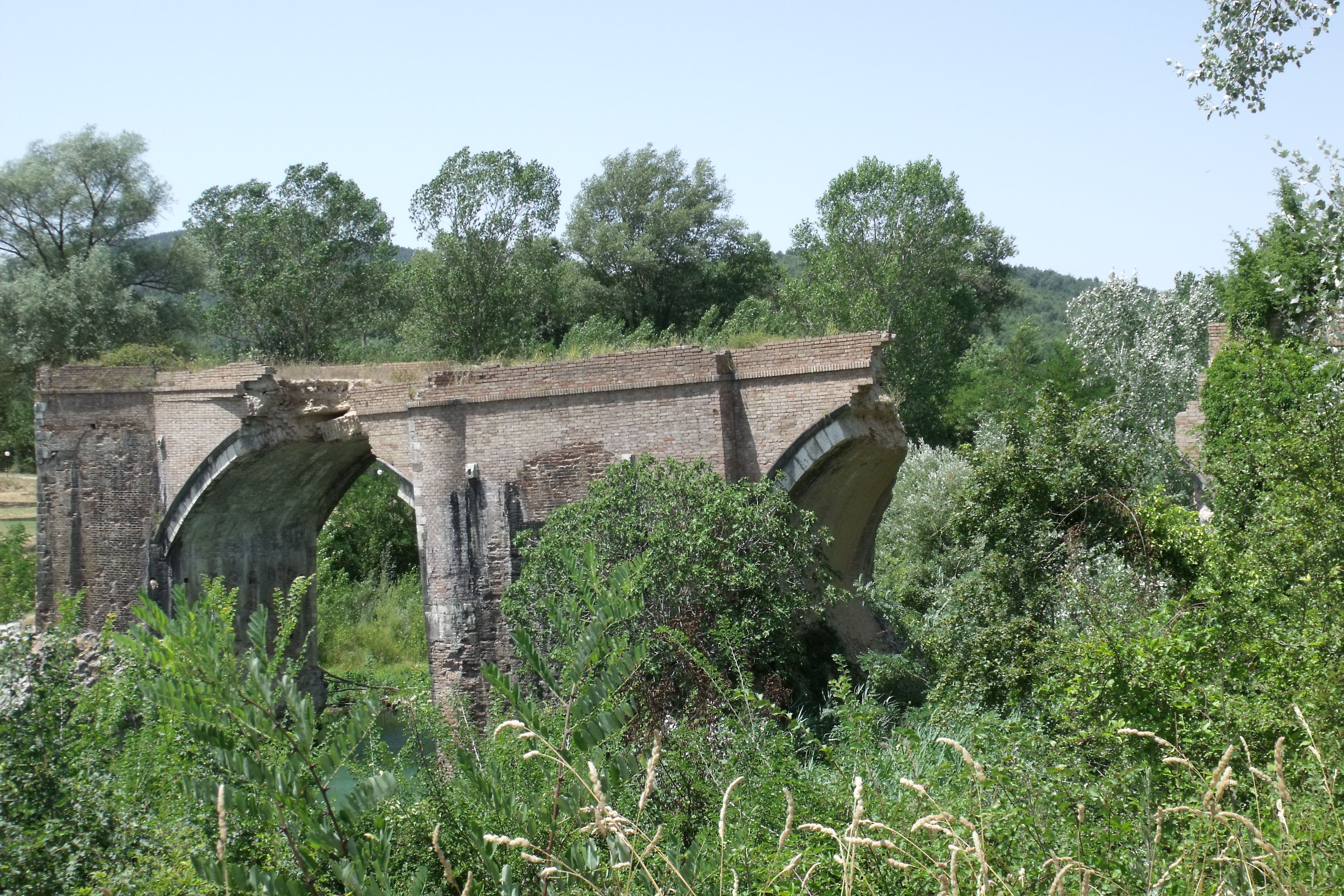
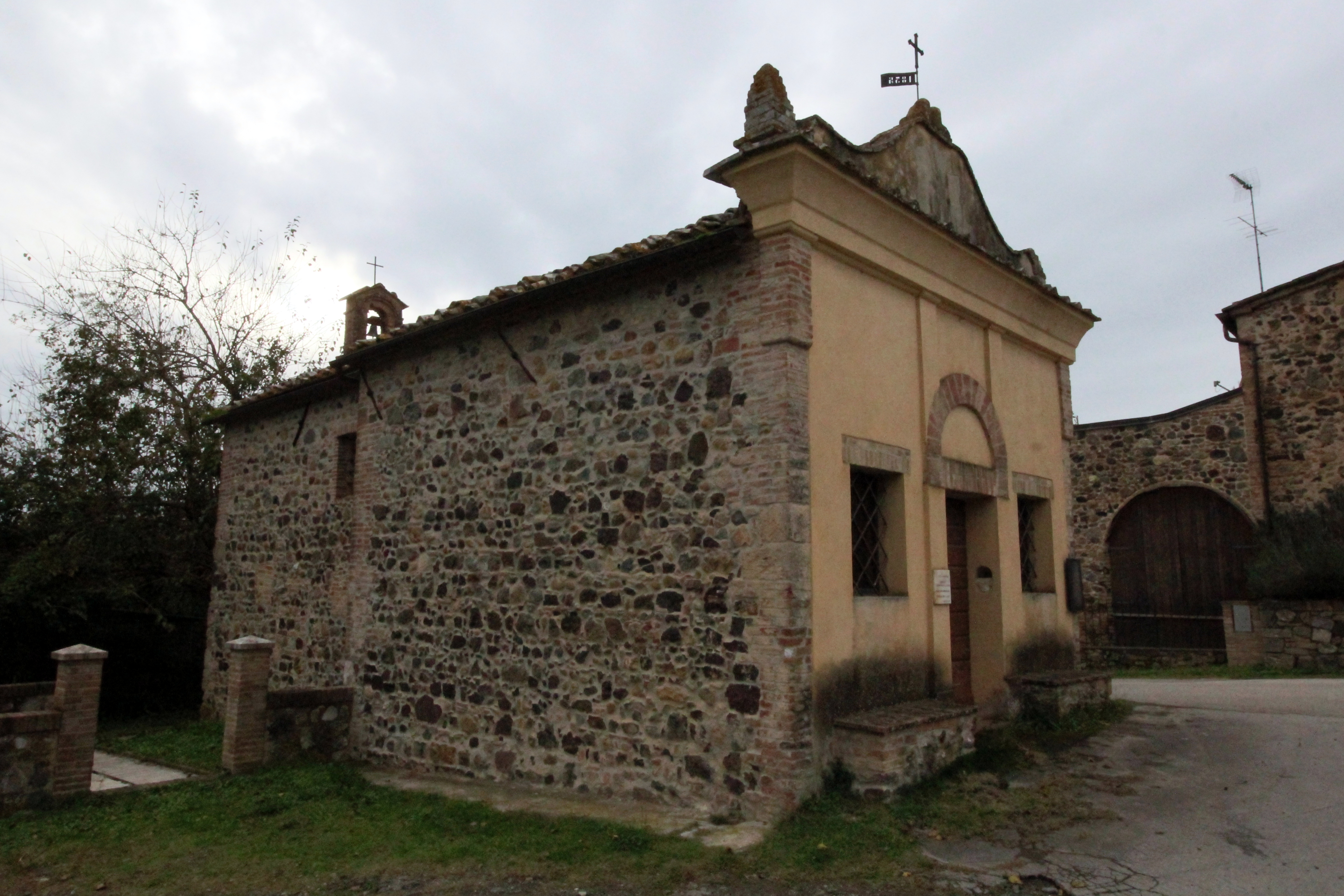
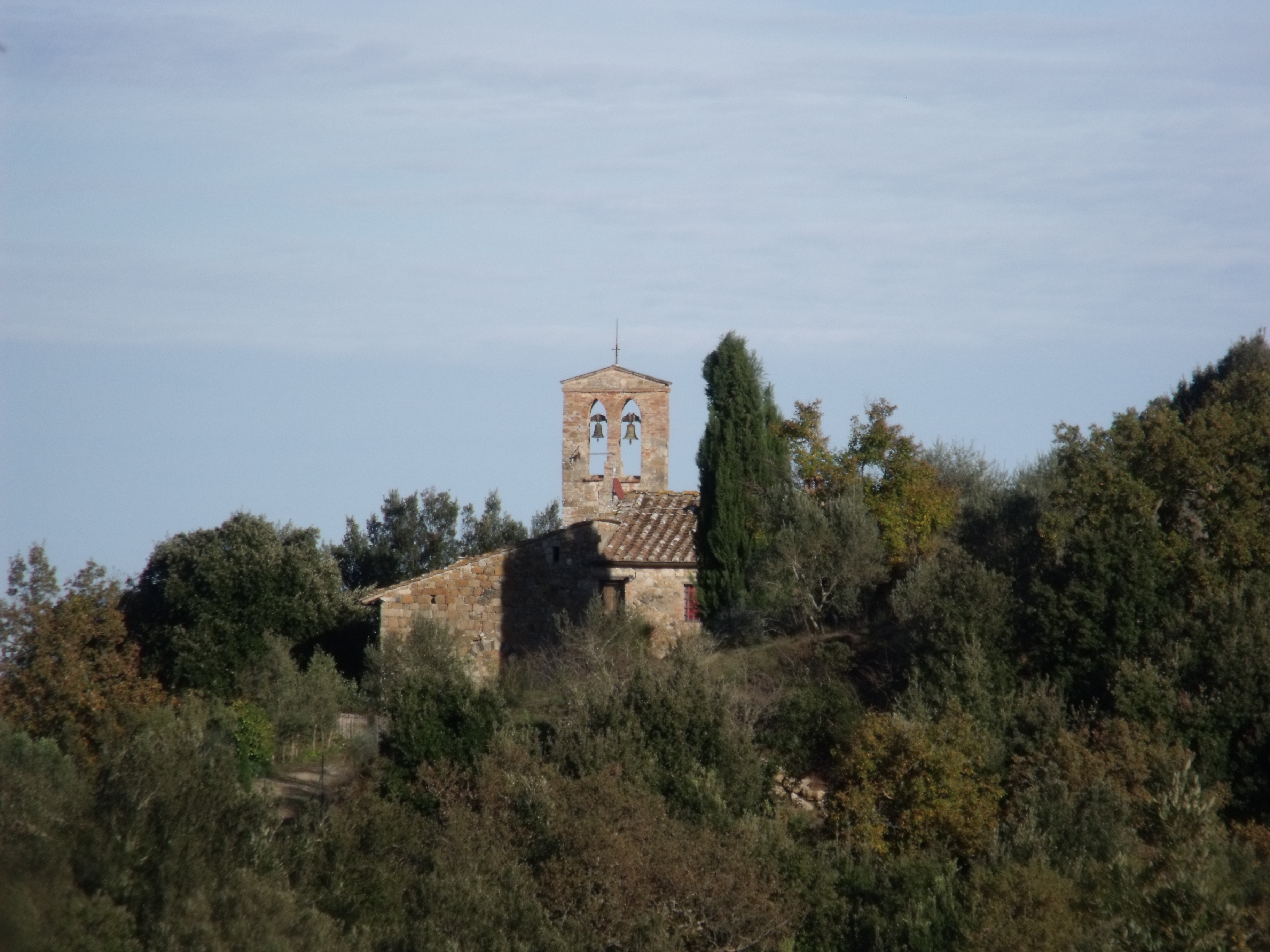
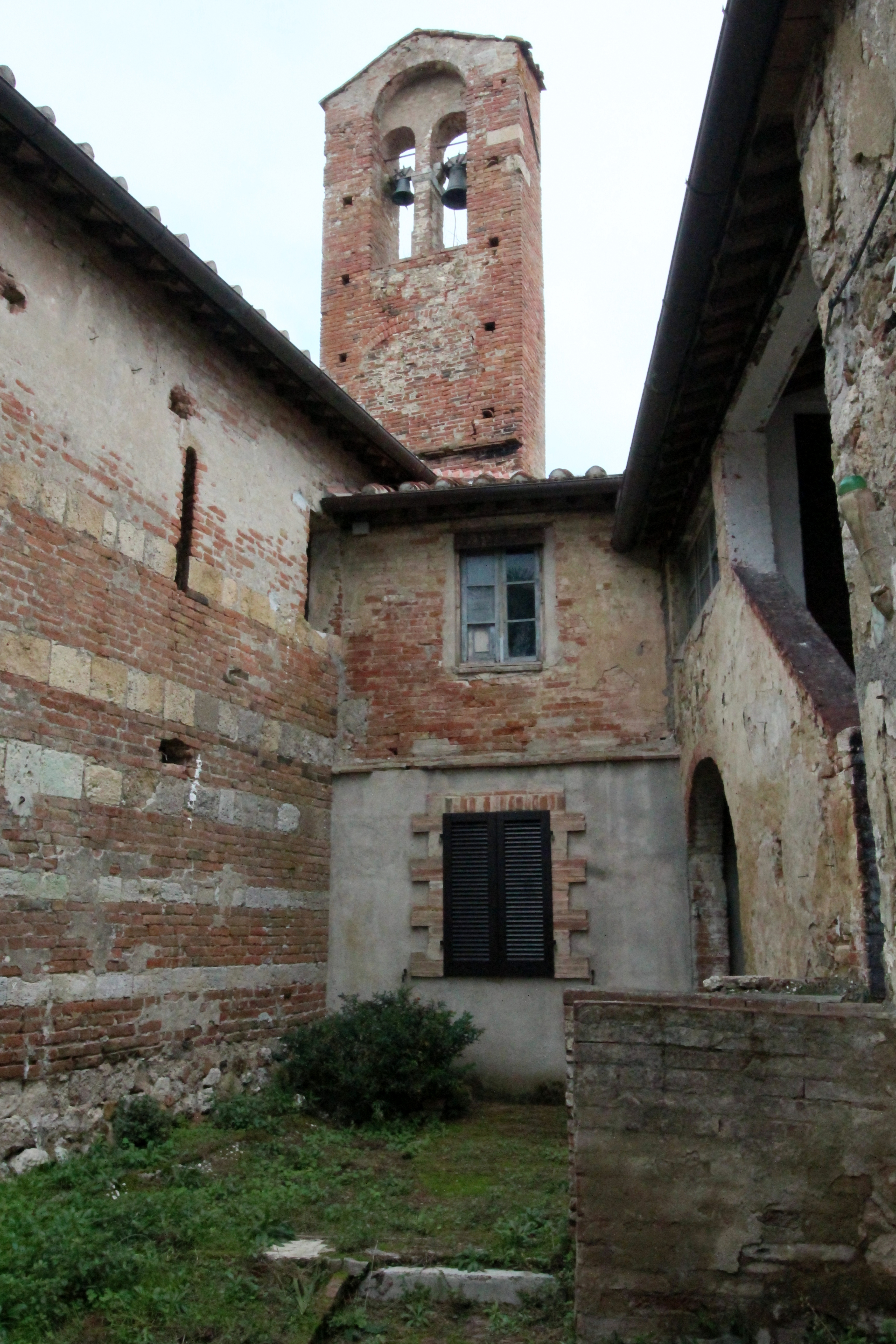
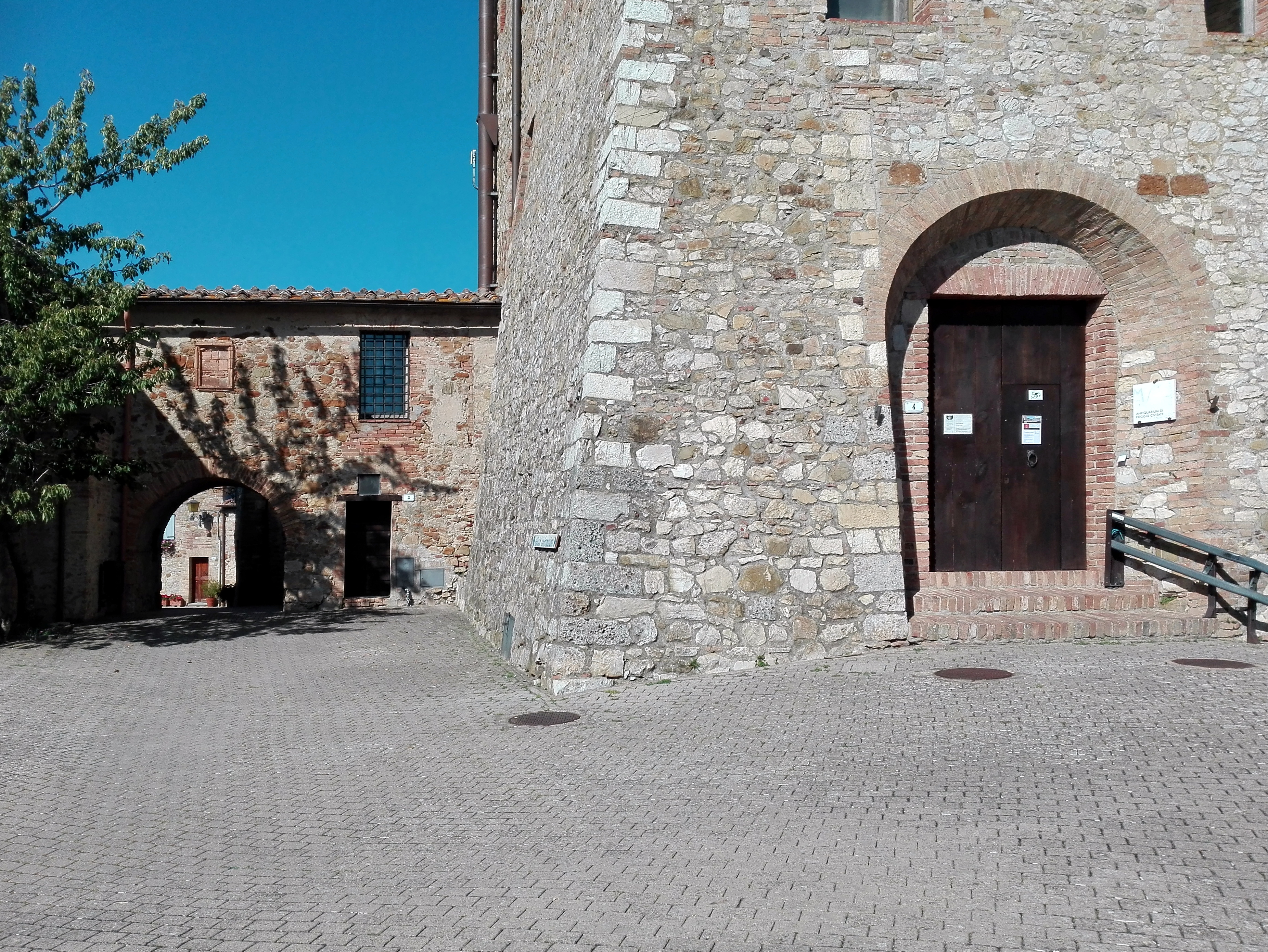
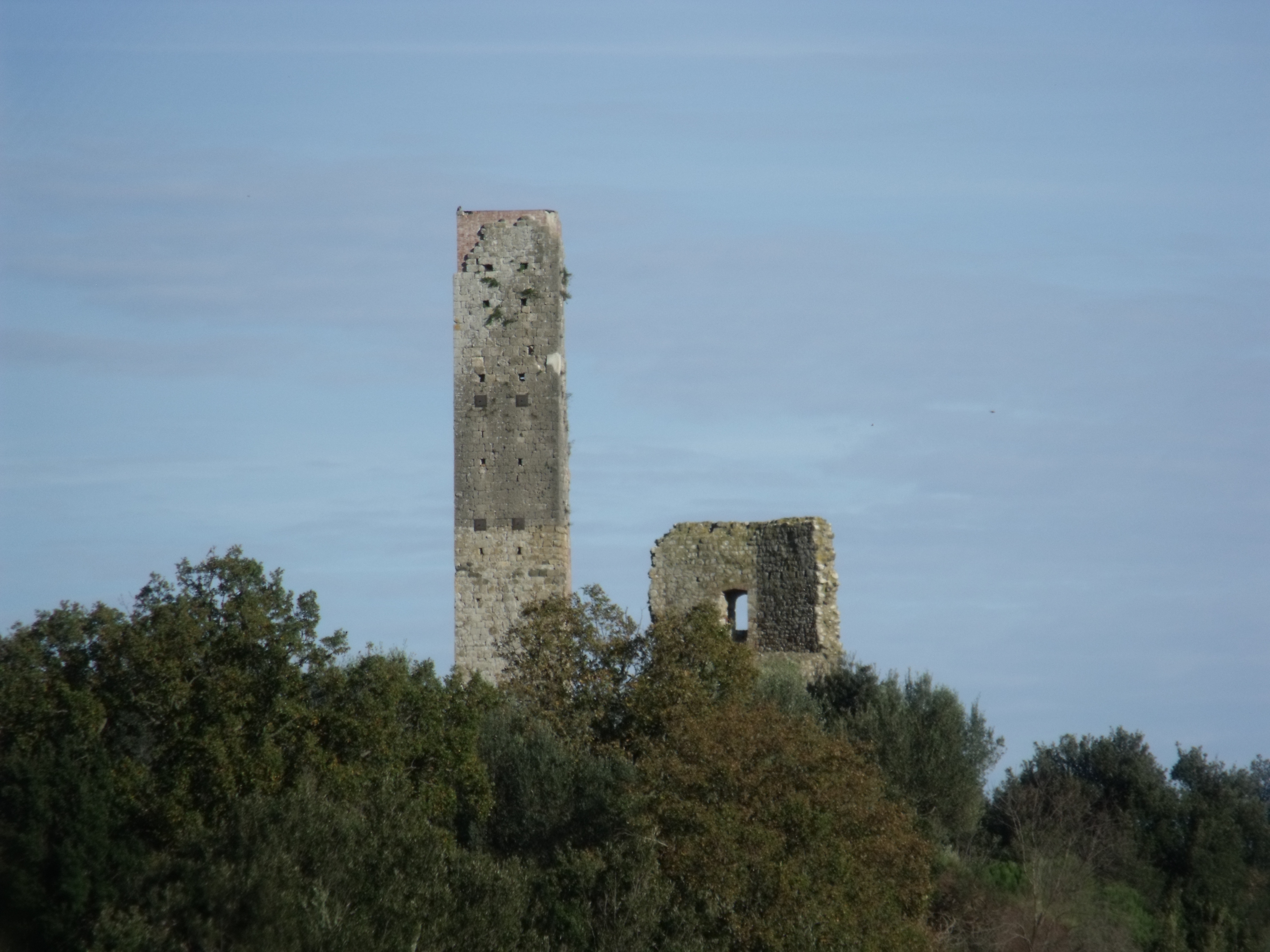
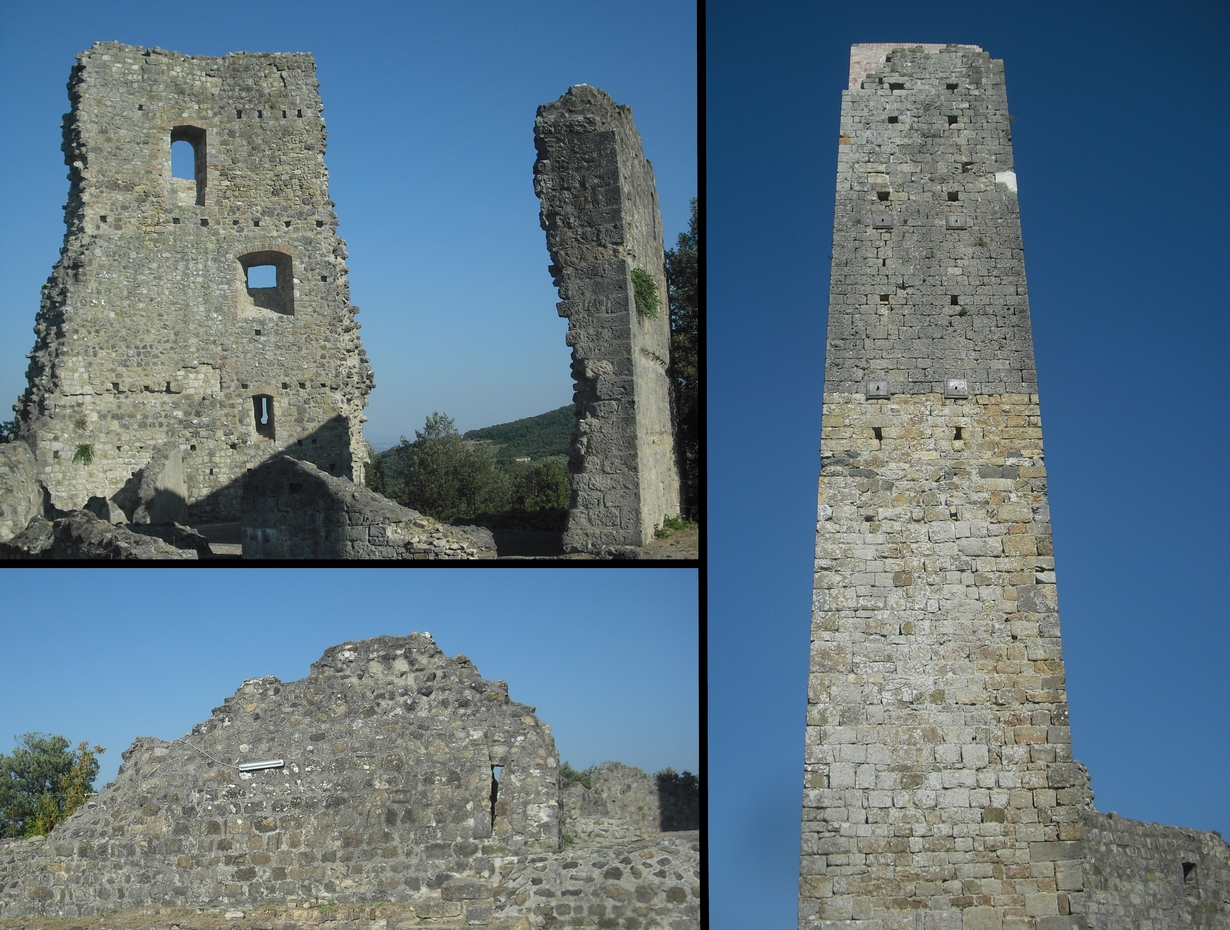
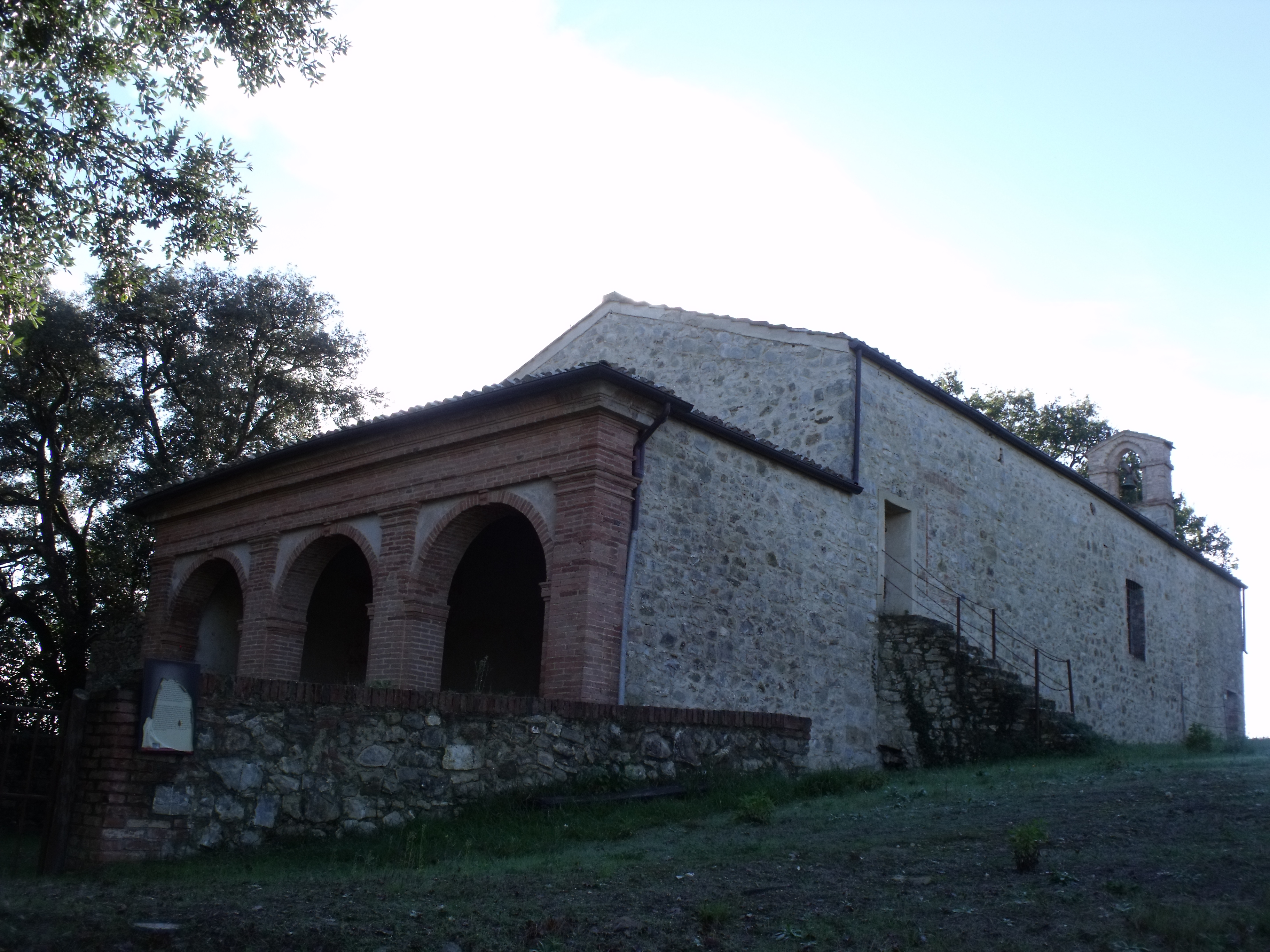
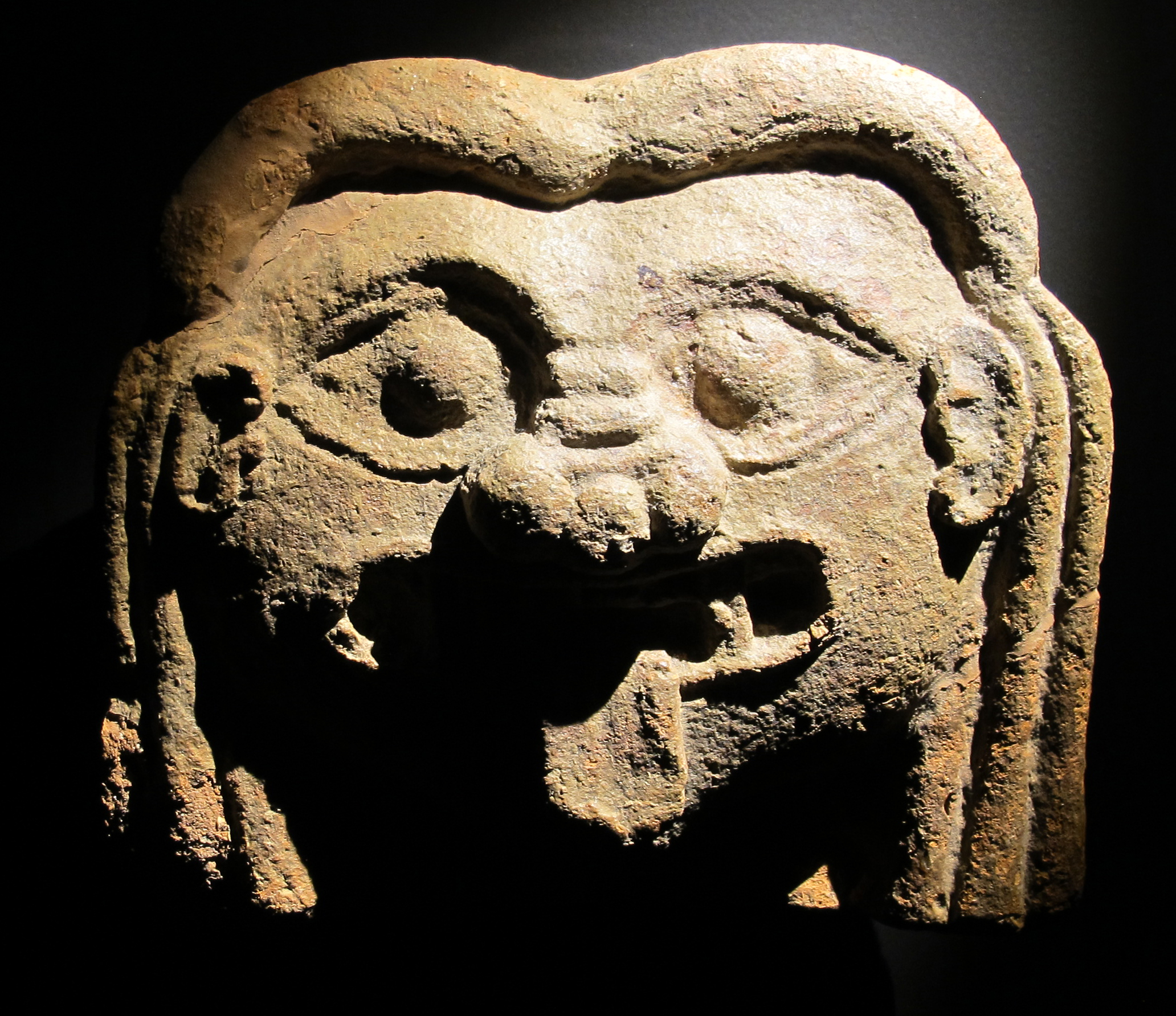

## Nevezetességek
- Várkastély
- Múzeum